# Paneis
Els paneis (en llatí panaei, en grec antic Παναῖοι) eren un poble de Tràcia que Tucídides diu que vivien més enllà de l'Estrímon cap al nord. Segons Esteve de Bizanci eren una de les tribus dels edons i vivien prop d'Amfípolis.